# Kalophrynus robinsoni
Kalophrynus robinsoni är en groddjursart som beskrevs av Smith 1922. Kalophrynus robinsoni ingår i släktet Kalophrynus och familjen Microhylidae. IUCN kategoriserar arten globalt som otillräckligt studerad. Inga underarter finns listade i Catalogue of Life.